# Pyramica dotaja
Pyramica dotaja är en myrart som först beskrevs av Bolton 1983.  Pyramica dotaja ingår i släktet Pyramica och familjen myror. Inga underarter finns listade i Catalogue of Life.

## Bildgalleri

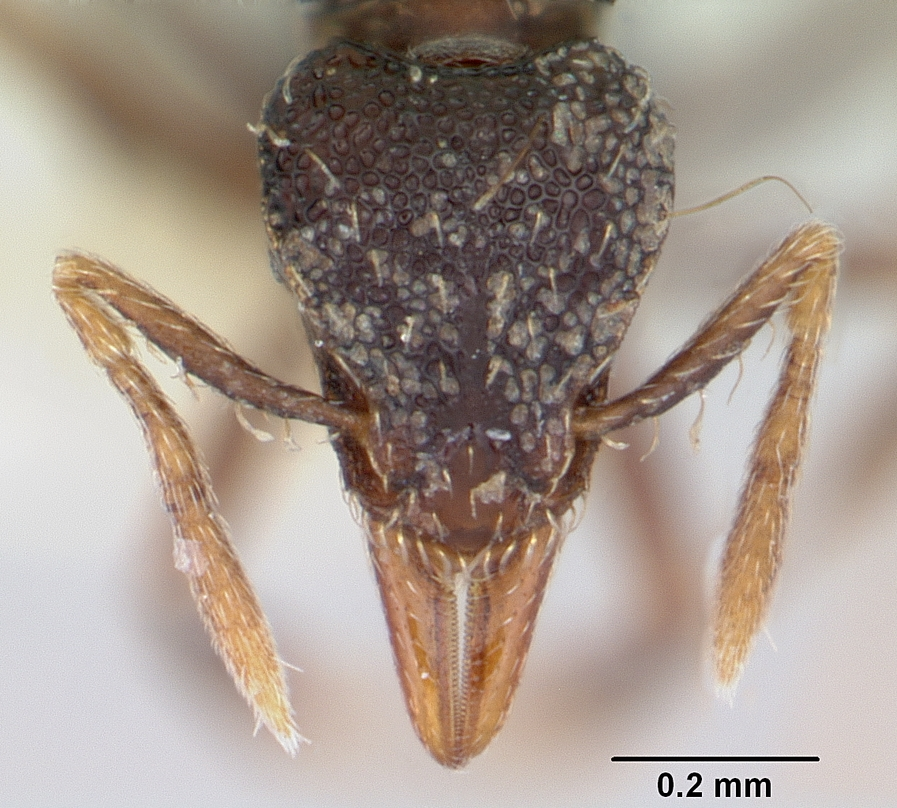